# S-80 (1952)
El S-80 fue un submarino diésel-eléctrico de la Armada Soviética.
Su quilla fue colocada el 13 de marzo de 1950 en Krasnoye Sormovo como una unidad del Proyecto 613 (OTAN: clase Whiskey). Fue botado el 21 de octubre y entregado en Bakú, en el mar Caspio, el 1 de noviembre para realizar pruebas, y luego trasladado al norte por vías navegables interiores en diciembre. Fue puesto en servicio en la Flota del Norte el 2 de diciembre de 1952, y operó allí hasta mediados de 1957.
A partir de julio de 1957, el S-80 fue revisado en Severodvinsk y convertido en submarino de misiles guiados del Proyecto 644 ("Whisky Twin-Cylinder"), al que se le instalaron tubos de lanzamiento para dos misiles antibuque SS-N-3 Shaddock en el exterior. Volvió al mar en abril de 1959.

## Hundimiento
Durante la noche del 26 de enero de 1961, el S-80 se encontraba operando en el mar de Barents a profundidad de esnórquel con sus motores diésel. El mar se encontraba en estado 6 y la temperatura del aire era de -5 °C (23 °F). A la 01:27 del 27 de enero, el barco descendió por debajo de la profundidad de esnórquel, lo que debería haber provocado el cierre de la válvula automática de esnórquel, impidiendo la entrada de agua en el sistema de esnórquel. Sin embargo, el sistema de deshielo que debería haber calentado la válvula con agua caliente de los motores diésel se había apagado y la válvula se había atascado con hielo.
Los motores diésel fallaron inmediatamente cuando el agua del mar inundó sus entradas de aire. El maquinista del quinto compartimento que descubrió la inundación se confundió con la compleja disposición de válvulas y no cerró la válvula de ventilación con la suficiente rapidez. Cuando encontró el volante correcto, el eje de la válvula se había doblado por la fuerza del agua de la inundación. A medida que el compartimento se llenaba, el submarino se volvió incontrolable.
Cuando su ángulo de inclinación superó los 45 grados, el submarino perdió velocidad, se detuvo y luego cayó hacia atrás, ganando terreno por la popa y hundiéndose hasta encallar. El segundo, tercer y cuarto compartimentos quedaron aplastados, aunque 24 tripulantes sobrevivieron en los compartimentos de popa. Sus intentos de escapar del submarino naufragado utilizando aparatos IDA-51 fracasaron y los 68 oficiales y hombres del S-80 murieron. Su destino permaneció desconocido durante siete años y medio.

## Descubrimiento

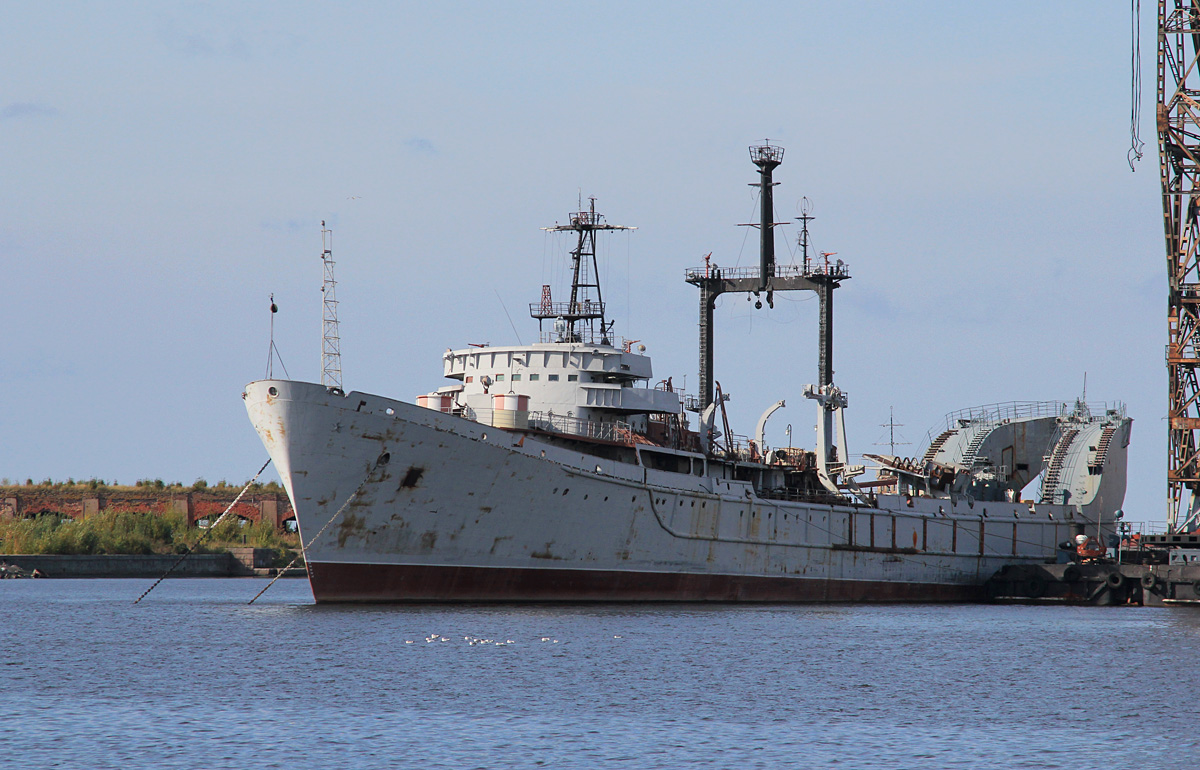
El buque especial Karpaty fue desguazado por la grúa flotante Demag PK-51100 en Kronstadt en 2010.

El 23 de junio de 1968, el buque de salvamento Altay descubrió los restos de un submarino en 70°01′23″N 36°35′22″E, a una profundidad de 196 m (643 ft). La tripulación inspeccionó el naufragio con su batiscafo y lo identificó como S-80 .
Una comisión gubernamental estudió el informe y ordenó la operación "Profundidad", el rescate del naufragio. El astillero Nikolayevsk construyó el Karpaty, un buque de salvamento especial equipado para sacar a flote el submarino hundido.
La operación "Profundidad" fue llevada a cabo por un grupo de trabajo de la Flota del Norte, compuesto por grupos de arrastreros y un destructor, bajo el mando del capitán de primera clase S. Minchenko. El 9 de junio de 1969, el barco fue sacado del fondo del océano y transportado al Mys Teriberskiy, suspendido bajo el Karpaty en eslingas. Desde allí, fue bajado hasta el fondo del puerto de Zavalishin a una profundidad de 51 m (167 pies) el 12 de julio.
El 24 de julio de 1969, el S-80 fue sacado a la superficie. Durante el mes de agosto, una comisión gubernamental comenzó a estudiar el naufragio bajo la dirección del vicealmirante Grigory Shchedrin, Héroe de la Unión Soviética. La comisión determinó no solo las causas inmediatas de la pérdida del barco, sino también que dos errores más habían agravado el accidente: la tripulación nunca intentó cambiar la propulsión a los motores eléctricos y nunca realizó una purga de emergencia del tanque de lastre.